# Usmrčena renesansa
Usmrčena renesansa (tudi Rdeča renesansa, ukrajinsko Розстріляне відродження, Червоний ренесанс, latinizirano: Rozstriljane vidrodžennja, Červonyj renesans) je ime za generacijo ukrajinskih pesnikov, pisateljev in umetnikov iz dvajsetih in zgodnjih tridesetih let prejšnjega stoletja, ki so živeli v Ukrajinski sovjetski socialistični republiki in jih je usmrtil sovjetski režim.
Po oktobrski revoluciji leta 1917 je Leninova narodnostna politika korenizacije podpirala oživitev manjšinskih in dediščinskih jezikov, spodbujala njihovo poučevanje v šolah in objavljanje ter jim zagotavljala materialno podporo. Z velikim preobratom leta 1929 ali je novoimenovani sovjetski vodja Josif Stalin politiko korenizacije ukinil v korist  centralizacije, socialističnega realizma in rusifikacije. Učitelji, pesniki in pisatelji v ukrajinskih šolah, čeprav so bili navzven prosovjetski, se niso hoteli podrediti Stalinovi obnovi carske politike jezikovnega imperializma. Stalin se jim je maščeval z množičnimi deportacijami v gulage, zapiranjem in usmrtitvam. Te žrtve so bile tudi del večje Stalinove velike čistke, ki je potekala med 1937 in 1938. Na najbolj zloglasnem morišču v gozdu Sandarmoh v Kareliji, je NKVD na skrivaj usmrtil in zakopal približno 6000 političnih zapornikov iz koncentracijskega taborišča Solovki.
Izraz »usmrčena renesansa« je leta 1959 v Parizu prvič predlagal protikomunistični poljski emigrantski založnik Jerzy Giedroyc iz vplivne revije Kultura. Izraz je uporabil v pismu ukrajinskemu emigrantu in literarnemu kritiku Juriju Lavrinenku, kot priporočilo za naslov za antologijo najboljše ukrajinske literature iz generacije ukrajinizacije.
Leta 2023 je The Guardian uničenje usmrčene renesanse s strani Josifa Stalina primerjal z zdesetkanjem ukrajinskih intelektualcev s strani ruske vojske med invazijo rusko invazijo na Ukrajino leta 2022.

## Ozadje
Razpad ruskega imperija med prvo svetovno vojno, odprava cesarske cenzure, ustanovitev neodvisne ukrajinske države in prvotna kulturna popustljivost sovjetskega režima v dvajsetih letih prejšnjega stoletja so privedli do preporoda literarnih in kulturnih dejavnosti v Ukrajini. Pojavilo se je veliko novih pisateljev in pesnikov, ki so oblikovali več literarnih skupin, ki so spremenile podobo ukrajinske literature. Ti procesi so bili podprti s politikami korenizacije (v Ukrajini so jo imenovali ukrajinizacija), nove ekonomske politike državnega kapitalizma (1921–1927) in prizadevanjem za odpravo nepismenosti.

## Literarne skupine
Pisatelji so bili večinoma združeni v literarne organizacije z različnimi slogi in cilji. V obdobju med letoma 1925 in 1928 je potekala »literarna razprava«, ki jo je sprožil Mikola Hvilovi. Eden od njegovih ciljev je bil določiti načine, po katerih se bo razvijala nova ukrajinska sovjetska književnost, in opredeliti vlogo pisatelja v družbi. Hvilovi in njegovi sodelavci so podpirali usmeritev na zahodnoevropsko in ne na rusko kulturo; zavračali so »rdečo grafomanijo«, niso pa zavračali komunizma kot politične ideologije.
Glavne literarne organizacije so bile:
- Gart (ukrajinsko Гарт, dob. 'utrjevanje') Glavni cilj je bilo združevanje vseh vrst proletarskih umetnikov in razvoj proletarske kulture. Obvezna je bila uporaba ukrajinščine.
- VAPLITE (ukrajinsko ВАПЛІТЕ, "Svobodna akademija proletarske literature") je bila ustanovljena 1926 na osnovi Gart-a. Njen cilj je bil ustvariti novo ukrajinsko literaturo s posvojitvijo zahodnoevropske kulture. Kot politično ideologijo so sprejemali komunizem, hkrati pa zavračali obvezno ideološko usmerjenost literature.
- MARS (ukrajinsko МАРС, "Delavnica revolucionarne literature") je obstajala med 1924 in 1929. Njen cilj je bil pravično in umetniško upodabljanje svoje dobe.
- Aspanfut (ukrajinsko Аспанфут), kasneje Komunkult (ukrajinsko Комункульт) je bila organizacija ukrajinskih futuristov. Njihove vrednote so bile komunizem, internacionalizem, industrializem, racionalizacija, izumi in kvaliteta.
- Neoklasiki (ukrajinsko Неокласики) so bili modernisti. Nikoli niso vzpostavili formalne organizacije ali programa, delili pa so si kulturen in estetske interese. Zavračali so umetnost za mase, didaktično pisanje in propagandno delo.[6]
- Plug (ukrajinsko Плуг) je bila organizacija ruralnih pisateljev.[7]
- Zahidna Ukrajina (ukrajinsko Західна Україна, dob. 'Zahodna Ukrajina') se je aprila 1926 odcepila od Plug-a kot neodvisna organizacija Kijeva, Odese, Dnipra in Poltave.

## Inovacije
Pisatelji ukrajinske renesanse so prozo razdelili na dva dela: zapletno (pripovedno) prozo in nezapletno prozo. V nezapletnih delih ni bil najpomembnejši stavek ali beseda, temveč podtekst, duh ali, kot je rekel Hvilovi, "vonj besede". Slog močnih čustev in prodornosti pojavov se imenuje novoromantika ali ekspresionizem. 
Glavne teme Hvilovega romana Ja (Romantika) (Jaz (romance)) so razočaranje nad revolucijo ter kričeča nasprotja in razdeljena narava človeka v tistem času. Glavni lik je brez imena, torej brez osebnosti in duše. Zavoljo revolucije umori svojo mamo in si nato očita: "Je bila revolucija vredna take žrtve?"
V romanu Mesto Valerjana Pidmogilnega so se prvič v ukrajinski literaturi pojavili elementi eksistencializma. V iskanju užitka protagonist napreduje od zadovoljevanja svojih telesnih želja do najvišjih verskih potreb. Kljub kompleksni tematiki pa avtor svojega romana ne spremeni v preprosto pripoved »ljudske« filozofije, ampak jo ustvarjalno aplicira na nacionalni pogled na svet.
V ukrajinski poeziji tistega časa je najbolj zanimiv razvoj iskanje simbolistov Oleksandra Olesa in Pavla Tičine. V Sončnih klarinetih je Tičina odseval širino izobraženega in subtilnega uma, ki je razmišljal o bogastvu svoje narodne dediščine in si prizadeval odkriti njene temeljne vzroke.
Ko je Komunistična partija ZSSR spoznala, da piscev ne more nadzorovati, je začela uporabljati metode zatiranja: prisilila jih je v molk, jih izpostavila ostrim javnim kritikam, aretirala ali usmrtila. Pisatelji so imeli izbiro med samomorom, koncentracijskimi taborišči (gulagi), molkom, pobegom iz Ukrajine ali pisati dela, ki so poveličevala komunistično partijo.

## Deportacije, aretacije, usmrtitve (1933–1938)
Leta 1927 je Stalin odpravil novo ekonomsko politiko in se obrnil k prisilni industrializaciji in kolektivizaciji kmetijstva v prvi petletki.
Prišlo je tudi do sprememb v kulturni politiki. Zgodnji primer je bilo navidezno sojenje Zvezi za svobodo Ukrajine leta 1930, na katerem je bilo v Harkovu, takratnem glavnem mestu sovjetske Ukrajine, javno preganjanih 45 intelektualcev, visokošolskih profesorjev, pisateljev, teologa in duhovnika. Petnajst obtoženih je bilo usmrčenih, 248 povezanih z obtoženci pa je bilo je bilo poslanih v taborišča. 
Sistematično uničevanje ukrajinske inteligence se je začelo maja 1933 z aretacijo Mihajla Jalova, v odgovor kateri je Mikola Hvilovi naredil samomor v stavbi Slovo (dob. beseda) v Harkovu. Kampanja je nato potekala med 1934 in 1940, leta 1937 in 1938 pa je dosegla vrhunec med veliko čistko. Skupno je bilo aretiranih 223 pisateljev, mnogi so bili zaprti in ustreljeni. Med 27. oktobrom in 4. novembrom 1937 je bilo v Sandarmohu, morišču v Kareliji, ustreljenih skoraj tristo predstavnikov ukrajinske renesanse dvajsetih in tridesetih let 20. stoletja.
Nekateri pomembni predstavniki te generacije so preživeli. Nekateri so ostali v Sovjetski zvezi: Oleksander Dovženko, Pavlo Tičina, Maksim Rilski, Boris Antonenko-Davidovič, Ostap Višnja in Mikola Bažan, nekateri pa so emigrirali: Ulas Samčuk, George Shevelov in Ivan Bagrjani.

### Obseg tragedije
Natančnega števila ukrajinskih intelektualcev, ki so bili zaprti in usmrčenih med velikim terorjem, ni na mogoče določiti. Mogoče je bilo določiti število pisateljev, ki je bilo prizadeto. 20. decembra 1954 je društvo ukrajinskih pisateljev v emigraciji Slovo drugemu vsezveznemu kongresu pisateljev ZSSR poslalo oceno; leta 1930 so bila natisnjena dela 259 ukrajinskih pisateljev, po letu 1938 pa le še 36 (13,9% prvotnega števila). Od 223 manjkajočih pisateljev je bilo 192 deportiranih, poslanih v gulage ali usmrčenih. 16 jih je izginilo, 8 pa jih je storilo samomor.
Podatke potrjuje Žalostni oltar, martirologij ukrajinskih pisateljev, ki je naštel 246 pisateljev, ki so bili žrtev Stalinovega terorja. Drugi viri navajajo, da je bilo 228 od 260 ukrajinskih pisateljev deportiranih, zaprtih ali ustreljenih.

## Galerija
- Mikola Hvilovi (1893–1933)
- Valerijan Pidmogilni (1901–1937)
- Mikola Kuliš (1892–1937)
- Mihajlo Semenko (1892–1937)
- Les Kurbas (1887–1937)
- Mikola Zerov (1890–1937)
- Klim Poliščuk
 (1891–1937)
- Ljudmila Staricka-Černiahivska
 (1868–1941)
- Mihajlo Jalovi
 (1895–1937)
- Majk Johansen
 (1895–1937)
- Boris Antonenko-Davidovič
 (1899–1984)
- Mihajlo Bojčuk (1882–1937)
- Jevgen Plužnik
 (1898–1936)
- Grigorij Epik
 (1901–1937)
- Mikola Voronji (1871–1938)
- Vasilij Sedljar
 (1899–1937)
- Arkadij Kazka
 (1890–1929)
- Grigorij Kosinka (1899–1934)
- Dmitro Tas (1901–1938)
- Veronika Černjahivska (1900–1938)
- Mihajlo Draj-Hmara
 (1889–1939)
- Volodimir Svidzinski (1885–1941)
- Vasil Bobinski (1898–1938)
- Kost Burevi (1888–1934)
- Dmitro Buzko
 (1891–1937)
- Sergij Pilipenko (1891–1934)
- Pilip Kaperlgorodski (1882–1938)
- Oleksa Slisarenko (1891–1937)
- Vasilij Vražlivi (1903–1937)
- Volodimir Jarošenko (1898–1937)